# 이프 아이 워 유
이프 아이 워 유(变身男女, If I Were You)는 대만에서 제작된 이기 감독의 2012년 코미디, 멜로/로맨스 영화이다. 린즈잉 등이 주연으로 출연하였다.

## 출연

### 주연
- 린즈잉
- 요적
- 우마